# ای (آلاباما)
ای، الاباما (به انگلیسی: Ai, Alabama) یک منطقهٔ مسکونی در ایالات متحده آمریکا است که در آلاباما واقع شده‌است.

## خصوصیات
ای ۲۹۶٫۸۸ متر بالاتر از سطح دریا واقع شده‌است.